# Erland von Koch

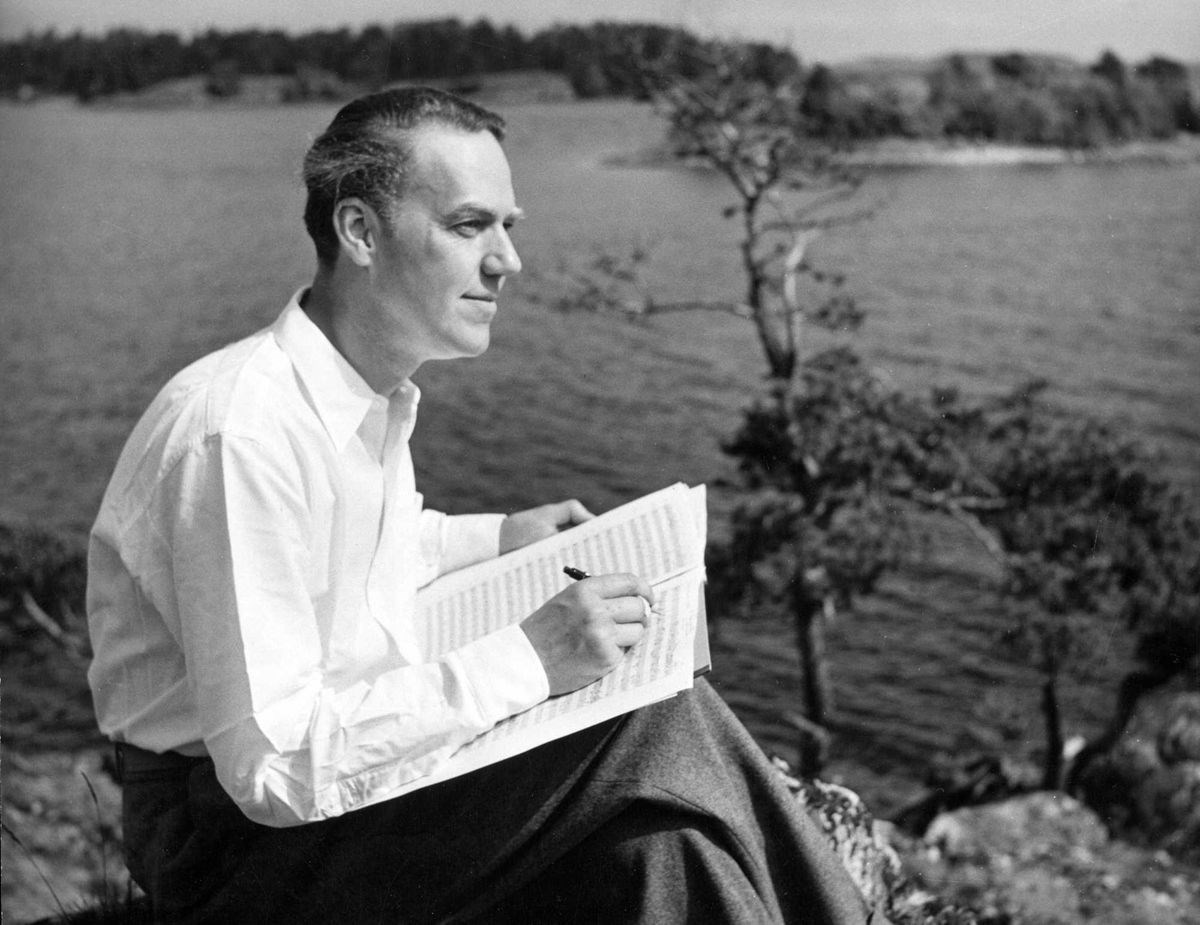
Erland von Koch

Sigurd Christian Jag Erland Vogt von Koch (* 26. April 1910 in Stockholm; † 30. Januar 2009 ebenda) war ein schwedischer Komponist.

## Leben
Der Sohn des schwedischen Komponisten Sigurd von Koch (1879–1919) studierte am Konservatorium von Stockholm von 1931 bis 1935 und legte ferner das höhere Kantor- und Organistenexamen ab. Im Zeitraum von 1936 bis 1937 weilte er in Deutschland und Frankreich und studierte bei Paul Höffer Komposition, bei Clemens Krauss Dirigieren und bei Claudio Arrau Klavier. Private Studien nahm er auch noch bei Tor Mann in Schweden. An der Karl-Wohlfarts-Musikschule war er als Lehrer von 1939 bis 1945 tätig. Beim schwedischen Rundfunk arbeitete er von 1943 bis 1945 als Produzent und Kapellmeister. In den späten 1940er und frühen 1950er Jahren schrieb von Koch die Filmmusik für Filme von Ingmar Bergman, Hasse Ekman und anderen. Von 1953 bis 1975 war er Dozent für Harmonielehre am Konservatorium in Stockholm, 1968 wurde er zum Professor ernannt. Seit 1957 war er Mitglied der Königlichen Musikalischen Akademie. Von Koch bekam zahlreiche nationale und internationale Auszeichnungen und Preise. Er schrieb fünf Sinfonien, 12 Skandinavische Tänze, eine Oper (Pelle Svanslös), fünf Ballette und Musik für Blasorchester.

## Werke (Auswahl)
- 1958: Konzert für Saxophon und Orchester
- 1971: Klavierkonzert Nr. 3 für Klavier-Solo und Blasorchester
- 1975: Monolog Nr. 3 für Klarinette (in B, A oder Bassklar) Solo
- 1978: Cantilena
- 1978: Konzert für Oboe und Streichorchester
- 1982: Konzert für Gitarre und Orchester[4]

## Filmografie
- 1941: Din tillvaros land
- 1946: När ängarna blommar
- 1946: Kris
- 1946: Es regnet auf unsere Liebe (Det regnar på vår kärlek)
- 1946: Skuggor över snön
- 1947: Schiff nach Indialand (Skepp till Indialand)
- 1947: Dynamit
- 1947: Folket i Simlångsdalen
- 1948: Musik im Dunkeln (Musik i mörker)
- 1948: Lappblod
- 1948: Lars Hård
- 1948: Den drömda dalen - Soria Moria
- 1948: På dessa skuldror
- 1948: Hafenstadt (Hamnstad)
- 1949: Gefängnis (Fängelse)
- 1949: Sohn des Meeres (Havets son)
- 1949: Människors rike
- 1949: Sampo Lappelill
- 1950: Den vita katten
- 1950: Das Mädchen mit den Hyazinthen (Flicka och hyacinter)
- 1951: Kvinnan bakom allt
- 1951: Bärande hav
- 1951–1954: Foreign Intrigue (4 Folgen)
- 1953: Vingslag i natten
- 1953: Freibeuter, Rebellen und Musketiere (Göingehövdingen)
- 1954: Ein hoher Preis (Seger i mörker)
- 1954: Gud fader och tattaren
- 1955: Die Neue (Flickan i regnet)
- 1956: Tarps Elin
- 1956: Heiß war meine Sehnsucht (Sången om den eldröda blomman)
- 1958: Modern Land of the Vikings
- 1961: Hällebäcks gård
- 1981: Victor Sjöström - ett porträtt av Gösta Werner

## Auszeichnungen
- 1958: den Christ-Johnson-Preis
- 1967: den Vasaorden (RVO)
- 1979: Litteris et artibus
- 1979: den Atterberg-Preis
- 1981: den Alfvén-Preis
- 2000: Medaille der Königlich Schwedischen Musikakademie für Musikförderung[5]